# Linia kolejowa nr 959
Linia kolejowa 959 – jednotorowa, zelektryfikowana linia kolejowa znaczenia miejscowego, łącząca rejony RTD i RTE stacji Rybnik Towarowy.